# ESPN FC
ESPN FC (anteriormente ESPN SoccerNet) es un sitio web y un programa de televisión de estudio estadounidense sobre fútbol que se transmite diariamente a través del servicio de streaming ESPN+.
El origen de ESPN FC fue un sitio web propiedad de ESPN Inc. originalmente establecido en 1995 como SoccerNet, el sitio web fue adquirido por ESPN en 1999. El dominio ESPNFC.com ahora redirige a la cobertura de noticias de fútbol en ESPN.com.

## Historia
Originalmente titulado SoccerNet, el sitio web fue creado por Greg Hadfield y su entonces hijo adolescente Tom en 1995, inicialmente brindando actualizaciones de resultados en vivo, tablas y artículos de noticias. Greg, en ese momento, trabajaba para el Daily Mail y para obtener capital, efectivamente rescindió la propiedad del sitio a sus jefes a cambio de £40,000 y un plan de reparto de ingresos.
En 1999, Buena Vista Internet Group (BVIG) adquirió una participación mayoritaria del 60 por ciento en SoccerNet del Daily Mail y General Trust por 15 millones de libras esterlinas.

## Programa de televisión
ESPN eventualmente lanzó un programa de televisión en Estados Unidos en ESPNews, ESPN 2, BT Sport, ESPN Australia y TSN dedicado al fútbol, también conocido como ESPN FC. El programa se transmitía originalmente los días laborables por la noche a las 6 p. m. con un programa de resumen semanal que se transmite los domingos por la noche. El programa cuenta con un elenco mayoritariamente británico. Dan Thomas trabaja como presentador principal con Adrian Healey, Sebastian Salazar y Kay Murray en su lugar.
Los analistas del estudio de Bristol, Connecticutson: Craig Burley, Steve Nicol, Shaka Hislop, Kasey Keller y Alejandro Moreno. El resto del equipo se une desde Londres y Europa, y en ocasiones, en el estudio, e incluye a: Steve McManaman, Stewart Robson, Julien Laurens, Gabriele Marcotti, Don Hutchison, Danny Higginbotham, Frank Leboeuf, Jan Aage Fjortoft, Sid Lowe, Ian Darke, Derek Rae, Jürgen Klinsmann, Nedum Onuoha, Alessandro Del Piero, y Santiago Solari. Taylor Twellman y Herculez Gomez contribuyen a los segmentos de la MLS. Ex presentadores y expertos incluyen a: Raphael Honigstein, James Horncastle, Martin Keown, Glenn Hoddle, Roberto Martínez, Kevin Keegan, Rebecca Lowe, Max Bretos, Alexi Lalas, Andrew Orsatti y Darrell Currie. Además, el ahora fallecido Paul Mariner solía trabajar como analista de estudio.
ESPN FC también cuenta con programación adicional como The Gab and Juls Podcast, que se ha convertido en un programa de televisión, y el John Dykes Show. En abril de 2018, el programa se trasladó exclusivamente al servicio de streaming suplementario ESPN+, aunque todavía se transmitirán especiales ocasionales en ESPN 2.

### Versión en Latinoamérica
Su versión en español empezó transmisiones por ESPN Latinoamérica en 2014 y su versión en portugués de Brasil en 2015, teniendo el mismo formato que el programa original (con dos presentadores analizando temas actuales relacionados con el fútbol internacional, teniendo habitualmente dos analistas invitados y varios reporteros más).
Desde 2019 hasta 2024. el programa fue únicamente emitido en el feed norte de la versión latinoaméricana de ESPN, teniendo como presentadores frecuentes a Adal Franco, Ricardo Puig y Antonio Valle con analistas invitados como: Ciro Procuna, Jared Borgetti, Francisco Gabriel de Anda, Jorge Pietrasanta, Mario Carrillo, Mauricio Pedroza, Barak Fever, Héctor Huerta, Dionisio Estrada, Fernando Tirado, Mauricio Ymay, Fernando Palomo, Raúl Ortiz, Herculez Gómez, Moisés Lorens, Alex Pareja y Alexis Martín-Tamayo (Mister Chip); así como también sigue siendo emitido en Brasil teniendo como presentadores a Dani Boaventura y Luciano Amaral y analistas invitados como Zinho y Mauro Naves.

## Controversia
En noviembre de 2013, una historia favorable sobre los preparativos de Qatar para la Copa Mundial de la FIFA 2022 en el sitio fue recibida con reacciones violentas por el rechazo del autor Phil Ball de las acusaciones de abusos hacia trabajadores migrantes por parte del gobierno de Qatar. Posteriormente, ESPN se disculpó y eliminó la historia del sitio web, diciendo que no cumplía con sus "estándares periodísticos".